# Вохчи (река)
Вохчи́ (Охчи; арм. Ողջի) / Охчуча́й (Охчичай, Кафанчай, Капанчай; устар. Охчи-чай; азерб. Oxçuçay) — река, левый приток Аракса, протекает по территории Сюникской области Армении и Зангеланского района Азербайджана на юге Малого Кавказа.

## Характеристика
Длина реки составляет 82 км. 36 км реки протекает по территории Армении.
Река берёт начало западнее города Каджаран на территории Армении от слияния рек Каджаранц и Капутджух. В верхнем течении протекает по глубокому каньону, который, постепенно расширяясь, близ города Капан превращается в широкую долину. Питание смешанное.
На берегах находятся города Каджаран, Капан, Зангелан и посёлок Миндживан.

## Армянская часть реки
На армянской части реки построены Капанская ГЭС и ГЭС Вохчи.

## Азербайджанская часть реки
В азербайджанской части реки построен каскад гидроэлектростанций «Зангилан» суммарной мощностью 42 МВт — по 10,5 МВт каждая. В 2023 году введена в эксплуатацию ГЭС «Джахангирбейли». 18 мая 2024 года введены в эксплуатацию ГЭС «Зангилан» и «Шайыфлы».
3 октября 2024 года введена в строй ГЭС «Сарыгышлаг» производительностью до 33 млн киловатт-час электроэнергии в год.
На высоте 600 м над уровнем моря построен водоприёмник для обеспечения ГЭС. Водоприёмник также будет способствовать очищению реки от загрязнения путём оседания загрязняющих веществ.

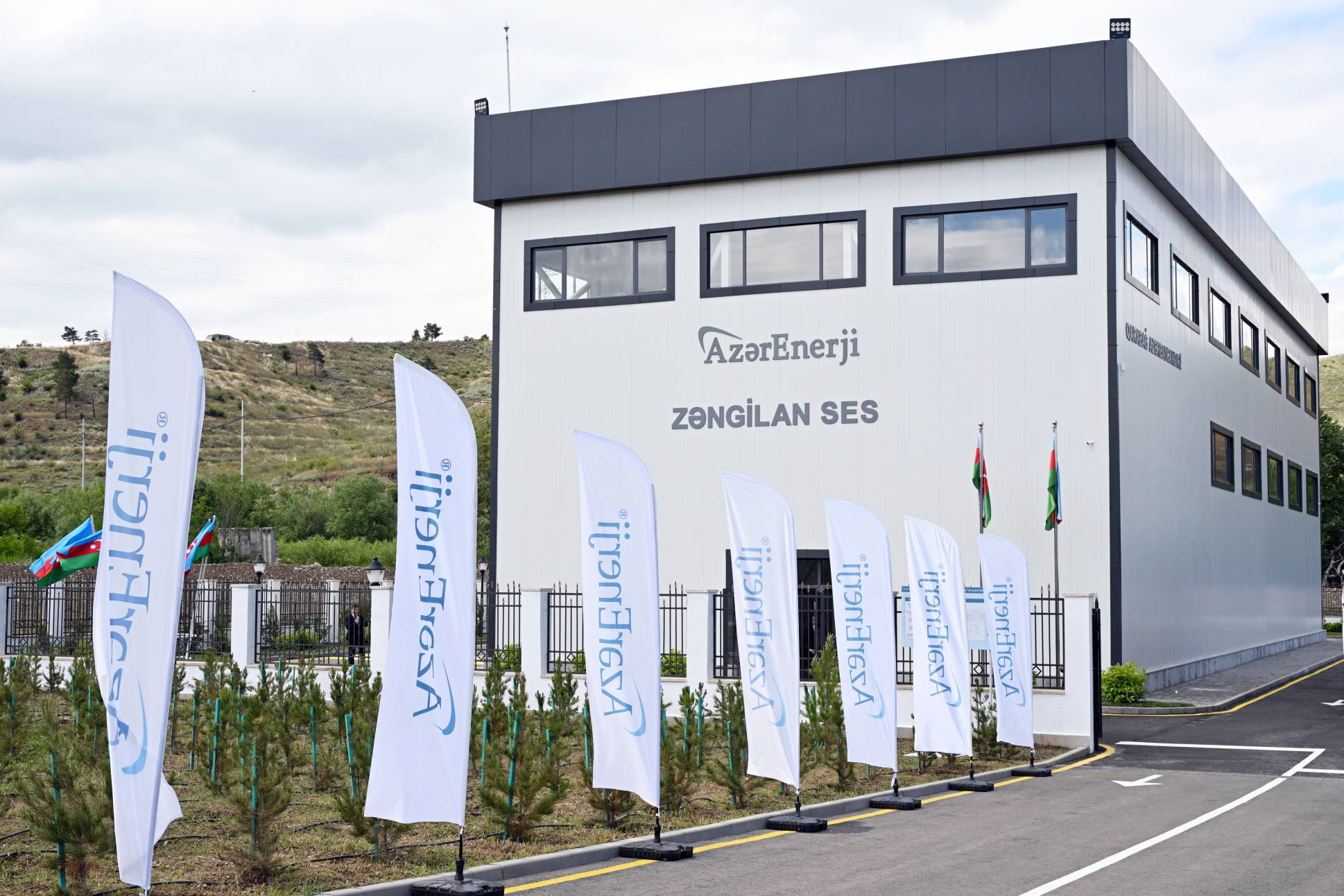
ГЭС Зангелан 18 мая 2024

## Экологическое состояние
Река загрязнена большим количеством тяжёлых металлов. Загрязнение осуществляется предприятиями, действующими в Армении, в том числе Зангезурским медно-молибденовым комбинатом, Капанским горно-обогатительным и Каджаранским медно-молибденовым заводами. Сточные воды с предприятий сбрасываются в реку неочищенными. По результатам экологического мониторинга, проведённого в 2021 году, в пробах вод реки обнаружены медь, молибден, железо, цинк, хром, марганец.
Содержание медно-молибденового соединения в реке превышает норму вдвое, железа — в 4 раза, никеля — в 7 раз. В связи с загрязнением цвет воды в реке периодически меняется. В марте 2021 года в реке зафиксирована массовая гибель золотой форели. Уровень загрязнения реки оценивается как критический.

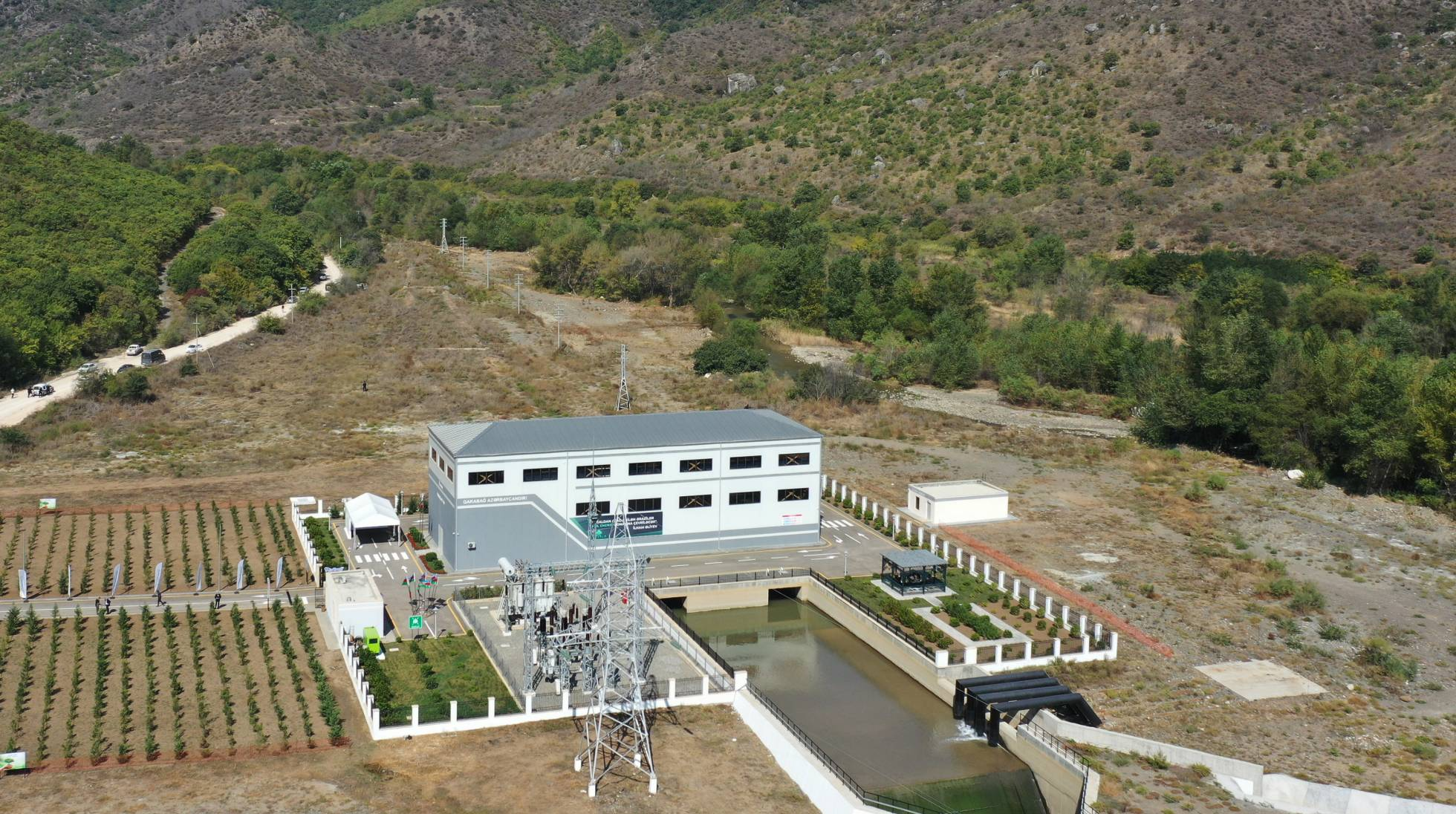
ГЭС «Сарыгышлаг» Октябрь 2024

В 2021 году Министерством экологии и природных ресурсов Азербайджана обратилось в Европейский региональный офис Программы ООН по окружающей среде и в Европейскую экономическую комиссию ООН с целью заставить Армению предпринять меры по предотвращению загрязнения реки.
В декабре 2022 года Министерство экологии и природных ресурсов Азербайджана заявило о загрязнении бассейна реки. По утверждению министерства, содержание загрязняющих веществ, в том числе тяжёлых металлов, многократно превышает допустимые нормы.